# El Djazaïr II
L' El Djazaïr II è un traghetto appartenente alla compagnia di navigazione Algérie Ferries.

## Servizio
Varato con il nome di El Djazaïr e consegnato il 24 maggio 1995 dal cantiere navale IZAR di Siviglia ad Algérie Ferries, entra in servizio nel dicembre dello stesso anno nei collegamenti tra Algeri, Marsiglia ed Alicante con il nome di El Djazaïr II.
Nel 2020 viene impiegato dal governo algerino per le operazioni di rimpatrio dei cittadini algerini bloccati in Spagna a causa della pandemia, effettuando traversate speciali tra Alicante e Orano.
Nel 2021 è stato sottoposto a lavori di manutenzione presso il cantiere San Giorgio del Porto di Genova, che hanno incluso interventi in bacino di carenaggio, manutenzione dei motori principali e generatori diesel, manutenzione delle pompe, pulizia degli scambiatori di calore a piastre, manutenzione dei quadri elettrici e dei motori elettrici, oltre a lavori di ristrutturazione degli interni come la sostituzione di moquette, piastrelle delle cucine e accessori delle cabine.

## Navi gemelle
- Tassili II